# Ferrarino Trogni da Ferrara
Ferrari da Ferrara, nome completo Ferrarino (dei) Trogni da Ferrara (fl. XIII-XIV secolo), è stato, a cavallo tra il XIII e il XIV secolo, trovatore (uno degli ultimi attivi in Italia) ferrarese, compositore, antologista e forse autobiografo.

## Poesia

### Florilegio
Ferrarino è soprattutto conosciuto come il compilatore di un florilegio di poesia lirica occitana aggiunto alla fine del manoscritto D(Modena, Bibl. Estense, ms. oc, R, 4,4), un  canzoniere italiano del 1254. Fu egli stesso un poeta. La sua vida venne scritta all'inizio del suo florilegio, entrambi scritti in Italia. Da questa biografia sappiamo che compose non più di due canso e una retroensa (o retroncha), ancorché fosse un compositore di sirventesi e distici; questa contraddizione nella vida probabilmente significa che compilava i migliori sirventes estraendone distici.
Dell'opera di Ferrarino possediamo soltanto una cobla di una tenzone composta in Italia insieme a Raimon Guillem, aggiunta al florilegio (così racconta la vida di Ferrarino) solo più tardi dal proprietario del libro, il quale desiderava che il suo antologista venisse ricordato. Da quel poco rimasto della sua opera, tuttavia, si può evincere che Ferrarino fosse stato un abile paroliere in lingua occitana accademica da lui acquisita e, per le sue strutture originali, le sue opere meritano di essere incluse nel corpus del trobar clus. Nei suoi lavori perduti, tuttavia, potrebbe non esservi questa caratteristica dominante (clus), così insolita nei trovatori italiani.
Dalla sua scelta fatta per i brani del suo florilegio si possono desumere altre caratteristiche di Ferrarino poeta: una preferenza per lavori moralistici e didattici. Se egli fosse stato già vecchio, come indica la sua vida, quando soggiornò alla corte dei Da Camino a Treviso, è probabile che avesse composto la sua breve antologia per Gherardo III da Camino (Giraldo o Girardo), in modo da istruire i suoi tre figli: la famosa Gaia della Divina Commedia di Dante Alighieri, Rizzardo, e Guecellone. Che ci fossero poeti occitani didattici in Italia è ormai noto: Uc Faidit vi compose il suo Donat e Terramagnino da Pisa la sua Doctrina. D'altra parte, il florilegio di Ferrarino potrebbe essere stato scritto senza uno scopo specifico o con un obiettivo generale in mente. Oppure può essere stato concepito per uno studente privato, certo Tuisio o Tuixio, poi maestro (fl. 1302). Alcuni di questi lavori potrebbero essere "italiani" mascherati tramite ortografia provenzale in modo da insegnare quest'ultima al suo giovane allievo. Ferrarino, chiamato doctor proençalium dai suoi biografi per sab molt be letras (conoscere molto bene le Lettere), potrebbe essere stato un insegnante di occitano e latino (letras significa "latino").

## Biografia

### Identificazione
Un certo "Ferrarino, maestro di grammatica", della famiglia Trogni di Ferrara, menzionato nel 1330, è stato identificato con il trovatore. Questo allunga la vita del poeta in modo considerevole, ma c'è un riferimento in un juramentum fidelitatis praestitum anno 1310 a populo ferrariense Clementi pp. V (un giuramento di fedeltà della popolazione di Ferrara per Papa Clemente V nel 1310) a un Magister Ferrarinus doctor grammatice ("Maestro Ferrarino, dottore di grammatica") e Guicardus (o Guiçardus) filius dicti magistri Ferrarini ("Guizzardo, figlio del summenzionato maestro Ferrarino"). È generalmente accettato che questo sia lo stesso Maistre Ferari de Feirara del florilegio, spostando così indietro la sua data almeno al 1310, fermo restando l'anno 1330 il probabile riferimento. Il padre e il figlio che prestarono giuramento al papa si diceva fossero contrata sexti Sancti Romani (proprietari di un sesto di San Romano).
Ferrarino è probabilmente anche il Ferrarino dei Trogni, figlio di Bartolomeo, trovato a Padova nel 1317, 1325 e 1330. Questo Ferrarino ebbe un figlio, Guizzardo, che appare in un documento di Este del 1313: Ego Guiçardus filius magistri Ferarini de Trongnis de Ferraria doctoris gramatice sacri palatij notarius ("Io, Guizzardo, figlio del maestro Ferari de Trogni de Ferraria, dottore di grammatica e notaio del sacro palazzo  [i.e. Santa Sede]"). Perciò, il trovatore era Ferrarino Trogni da Ferrara e viveva a Padova nel 1330. Ciò costituisce dunque una data importante nella letteratura occitana italiana, essendo uno degli ultimi eventi databili riguardante il trovatore.

### Vida
Nella sua vida si legge che qan ven ch'el fo veil … anava a Trevis a meser Guiraut da Chamin et a sos filz ("quando si fece vecchio, non viaggiava molto, se non per andare a Treviso per [vedere] il signor Giraut de Chamin e i suoi figli"). Se questo Ferrarino era vecchio quando andava alla corte trevigiana, possibilmente prima della morte di Gherardo (26 marzo 1307), deve essere stato molto vecchio (probabilmente ultraottantenne) al tempo della sua morte (1330 o posteriore). Dei suoi ultimi anni non sappiamo niente ed è probabile che fosse ancora vivo quando venne fatta la stesura della sua biografia. (Potrebbe averla scritta anche lui stesso).
La vida elogia a dismisura i contributi di Ferrarino dati alla poesia occitana. "Egli capì al meglio come inventare (trobaire) poesie in provenzale [i.e. occitano] più di ogni altro uomo che mai ci fosse stato in Lombardia," o almeno così narra il suo biografo. Era inoltre apprezzato per la sua comprensione della lingua, per la sua scrittura (probabilmente inclusa la calligrafia), e per la realizzazione di "libri buoni e belli". Partecipò alla cultura di corte degli Este a Ferrara, la sua città natale, per molti anni, diventando simile a un campione a cui tutti gli altri aspiranti trovatori chiedono consigli letterari/linguistici, chiamandolo loro "maestro".
La vida contiene anche un riferimento a una sua relazione amorosa. Si diceva che Ferrarino nella sua giovinezza avesse amato una certa signora Turcla, ovviamente della casa dei Turchi (o Turcli), dimostrando molte buone intenzioni verso di lei. In seguito lascia la corte d'Este e viene accolto (per l'amicizia che vi era tra le due famiglie) in quella dei Caminesi di Treviso.